# Федерація літакового спорту України
Федерація літакового спорту України (ФЛСУ) — всеукраїнська громадська організація спортивного спрямування, яка на добровільних засадах об'єднує спортсменів, тренерів, спортивних суддів, спецалістів та аматорів всіх установ, організацій та відомств, зацікавлених у розвитку літакового спорту, літакової та планерної акробатики.

## Керівництво
- Президент ФЛСУ — Наливайко Валерій Валентинович
- Віце-Президент ФЛСУ — Погребицький Дмитро Олександрович
- Член Ради ФЛСУ — Довгаленко Тамара Митрофанівна
- Член Ради ФЛСУ — Адабаш Ірина Леонідівна
- Член Ради ФЛСУ — Большаков Павло Якович
- Почесний Президент ФЛСУ — Присяжнюк Володимир Костянтинович

## Історія діяльності організації
- Організація була заснована 18 лютого 2000 року.
- З 28 червня 2013 року по 30 червня 2013 року за сприяння ФЛСУ на аеродромі Бородянка було проведено змагання «Кубок України по Літаковій Акробатиці (Кубок Нестерова)».
- З 16 по 25 вересня ФЛСУ провела 56й відкритий чемпіонат України з літакового спорту серед дорослих на аеродромі Коротич.
- 13-15 червня 2014 року на аеродромі «Бородянка» у рамках підготовки до ЧС-2014 ФЛСУ провела відкриті загальноукраїнські змагання за кубок України імені Петра Нестерова по літакового спорту у класі Advanced.
- 16-20 вересня 2014 року на аеродромі «Гідропорт» ФЛСУ провела 57-й відкритий Чемпіонат України з літакового спорту. Другий етап був проведений з 27 по 28 червня 2015 року.
- 17-18 травня 2015 року на аеродромі «Чайка» організація провела третій відкритий Кубок України по літакового спорту.
- 2-6 вересня 2015 року на аеродромі «Гідропорт» ФЛСУ провела 58-й відкритий Чемпіонат України з літакового спорту.
- Наказом № 3724 від 12 жовтня 2015 року про надання статусу національної спортивної федерації надано статус національної Всеукраїнській громадській організації «Федерація літакового спорту України»- вид спорту «літаковий спорт».[2]
- 30 листопада 2015 року був заключений договір про співпрацю між Міністерством Молоді та Спорту України і ФЛСУ[3]
- 18 листопада 2017 року відбулися позачергові звітно-виборчі збори, на яких було переобрано керівний склад ФЛСУ,